# Cheilolejeunea fragrantissima
Cheilolejeunea fragrantissima là một loài Rêu trong họ Lejeuneaceae. Loài này được (Spruce) R.M. Schust. mô tả khoa học đầu tiên năm 1980.